# Данај Гурира
Данај Јекесај Гурира (енгл. Danai Jekesai Gurira, рођена 14. фебруара 1978) је зимбабвеанско-америчка глумица и драматург. Позната је по улози Мишон у телевизијској серији Окружен мртвима и Окоје у Марвеловом филмском универзуму, где се први пут појавила у филму Црни Пантер (2018), а затим и у филмовима Осветници: Рат бескраја (2018), Осветници: Крај игре (2019) и Црни Пантер: Ваканда заувек (2022).